# Вторая зимняя кампания
Вторая Зимняя кампания — неудачная военная кампания Украинской национальной армии в октябре и ноябре 1921 года против большевиков . Это была последняя кампания украинских вооружённых сил в попытке после Первой мировой войны добиться независимости Украины.

## План кампании
План Второго зимнего похода был смелым и простым: двинуться в центральную Украину и объединить там различные партизанские отряды . В конце 1917 года в центральной Украине действовало много независимых отрядов, включая анархистский отряд Нестора Махно в центральных степях. Вместе Армия Украинской Народной Республики должна была затем изгнать большевистские силы из Украины.

## Участвующие подразделения
В кампании принимали участие три основные армейские группы. Основная группа была известна как Волынская группа и состояла из 800 человек. Она находилась под командованием генерала Юрия Тютюнника, а начальником штаба был полковник Юрий Отмарштейн . Вторая группа, известная как Подольская группа, состояла из 400 человек. Ею командовал подполковник М. Палий, а позднее полковник С. Чёрный. Третья группа, Бессарабская группа, под командованием генерала Андрея Гули-Гуленко, базировалась в Румынии.

## Кампания
Самой большой проблемой, с которой столкнулась кампания, было отсутствие координации участвующих подразделений. Сам план был очень смелым: переместиться с баз в Западной Украине в удерживаемую большевиками центральную Украину и объединить многие партизанские отряды. В то время большевистские отряды сами были плохо скоординированы. Кроме того, многие партизанские отряды работали по всей Украине независимо друг от друга против большевиков. Это было особенно распространено в Запорожском регионе.
Все три группы пересекли советскую границу в разных местах. Первые сведения о переходе границы украинскими войсками командование правобережной группировки Красной Армии получило из Киева в полдень 28 октября. В это же время среди населения распространились слухи о многочисленности украинских сил и начале массового антибольшевистского восстания. Ко Второму зимнему походу присоединились партизанские отряды атаманов Хмары, Литвинчука, Святенко и Орлика. Одновременно с рейдовыми группами вели вспомогательные действия повстанцы атаманов Заболотного — в районе Балты — Ольгополя, Шепеля — между Брацлавом и Винницей, Лыхы — около Липовцев, Бровы — в районе Кременчуга.

### Бессарабская группа
Командир — Гулий-Гуленко. Из трёх групп она была самой малочисленной и слабой. Бессарабская группа действовала на Украине всего несколько дней, а затем вернулась в Румынию.
Первой на Правобережную Украину пробилась Бессарабская группа. Основная задача группы — продемонстрировать «главное наступление» на юге Украины, отвлечь внимание большевиков . Задачей Бессарабской группы было овладение городом Тирасполь и продвижение на Одессу для выхода к морю, цель достигнута не была.

### Подольская группа
Группа «Подолье» начала кампанию 25 октября 1921 года и добилась быстрого успеха. Сначала она вступила в бой с советским кавалерийским полком и уничтожила его, а затем использовала захваченное снаряжение, чтобы преобразоваться в кавалерийское подразделение. Она продолжила движение до деревни Вахновка, в 60 км к северу от Киева, прежде чем была отброшена назад советскими войсками. Она была вынуждена отступить на запад и пересекла польскую границу 29 ноября.

### Волынская группа
Группа «Волынь» начала операции 4 ноября 1921 года и также добилась первых успехов. Она овладела городом Коростень, но не смогла его отстоять. Когда стало известно об отступлении группы «Подолье», группа «Волынь» также была вынуждена отступить на запад. Однако она была окружена кавалерийским полком Григория Котовского у села Базар. После короткого боя большая часть полка была взята в плен.
22 ноября 1921 года 359 членов полка были расстреляны после отказа дезертировать. Оставшиеся пленные были переданы советским властям. Спаслись только 120 солдат и офицеров.

## Итоги
Второй зимний поход был последним сражением Армии Украинской Народной Республики против большевистских сил на Украине. Второй зимний поход Армии УНР был последней попыткой украинских национально-государственных сил сохранить независимость Украины открытым военным путём в ходе национально-освободительной борьбы 1917—1921 годов.